# Pikine
Pikine är en kommun och förort till Dakar i västra Senegal och är belägen i Dakarregionen. Pikine grundades 1952 och har cirka 1,2 miljoner invånare. 

## Administrativ indelning
Pikines kommun är indelad i sexton kommunala arrondissement:
- Daliford
- Diack Sao
- Diamaguene/Sicap M'Bao
- Djidah Thiaroye Kao
- Guinaw Rail Nord
- Guinaw Rail Sud
- Keur Massar
- Malika
- M'Bao
- Pikine Est
- Pikine Ouest
- Pikine Sud
- Thiaroye Gare
- Thiaroye/Mer
- Yeumbeul Nord
- Yeumbeul Sud

Pikines kommun har samma gränsdragning som Pikines departement, som är indelad i tre arrondissement:
- Niayes
- Pikine Dagoudane
- Thiaroye